# Armando Ghidoni
Pour les articles homonymes, voir Ghidoni.
Armando Ghidoni, né Ghidoni en 1959 à Trente (dans le Trentin-Haut-Adige), est un compositeur contemporain, alliant la musique classique et le jazz, italien d'origine mais Français d'adoption, édité depuis 1989 par les éditions Alphonse Leduc.

## Biographie
C'est au début des années 1990 qu'Armando Ghidoni sort de l'anonymat. Il participe au saxophone et à la flûte traversière, à de nombreux festivals de jazz, d'un côté comme de l'autre des Alpes.
Durant cette période, il fera les pages culturelles et musicales de nombreux journaux régionaux et revues spécialisées.
A l'affiche lors du stage international de jazz à Parthenay, près de Poitiers, du 8 au 12 juillet 1991, aux côtés de John Lindberg, Eric Watson (en), Otis Grand ou Jean-Jacques Milteau, Armando Ghidoni se distingue par sa sensibilité à mi-chemin entre le classique et le jazz.
Le Courrier de l'Ouest écrivait ainsi, le 9 juillet 1991 : « Armando Ghidoni est, avant tout, un chercheur de sonorités nouvelles. S'il invente, c'est pour se rapprocher de la nature. »
Défini comme un compositeur contemporain, Armando Ghidoni est aussi apprécié pour sa maitrise instrumentale. Il est défini comme polyvalent, créatif et moderne. (Le Méridional-La France, article du 23 avril 1992 - Un virtuose à la bibliothèque).

## Sources et liens externes
- (it + fr + en) Site officiel
- Ressources relatives à la musique :   - AllMusic
  - Discogs
  - MusicBrainz
- Notices d'autorité :   - VIAF
  - ISNI
  - BnF (données)
  - IdRef
  - LCCN
  - GND
  - Pays-Bas
  - Pologne
  - NUKAT
  - Norvège
  - WorldCat
- Dictionnaire de 200 compositeurs pour saxophone (notice p. 126), in Sax, Mule & Co, Jean-Pierre Thiollet, H & D, Paris, 2004